# Chaetodipus artus
Chaetodipus artus és una espècie de mamífer rosegador de la família dels heteròmids. És endèmica de Mèxic, on viu a Chihuahua, Durango, Nayarit, Sinaloa i Sonora. S'alimenta de grans. El seu hàbitat natural són les barrancas que tenen roques de mides diferents i sense grans espais on no hi hagi roques. És una espècie en risc mínim, és a dir, no sembla que hi hagi cap amenaça significativa per a la seva supervivència.